# Abenostre
Abenostre en galicien, ou Avenostre ou encore Ave Nostre en espagnol, est une localité de la parroquia de Santiago de Lestedo dans le municipio de Palas de Rei, comarque de Ulloa, province de Lugo, communauté autonome de Galice, au nord-ouest de l'Espagne.
Cette localité est traversée par le Camino francés du Pèlerinage de Saint-Jacques-de-Compostelle.

## Patrimoine et culture

### Pèlerinage de Compostelle
Par le Camino francés du Pèlerinage de Saint-Jacques-de-Compostelle, le chemin vient de la localité de A Brea, dans le municipio de Palas de Rei.
La prochaine halte est la localité de As Lamelas, dans le même municipio de Palas de Rei.

## Sources et références
- (fr) Grégoire, J.-Y. & Laborde-Balen, L. , « Le Chemin de Saint-Jacques en Espagne - De Saint-Jean-Pied-de-Port à Compostelle - Guide pratique du pèlerin », Rando Éditions, mars 2006,  (ISBN 2-84182-224-9)
- (fr)« Camino de Santiago St-Jean-Pied-de-Port - Santiago de Compostela », Michelin et Cie, Manufacture Française des Pneumatiques Michelin, Paris, 2009,  (ISBN 978-2-06-714805-5)
- (fr)« Le Chemin de Saint-Jacques Carte Routière », Junta de Castilla y León, Editorial